# Sok trawienny
Sok trawienny – wydzielina gruczołów trawiennych wydzielana do przewodu pokarmowego, zawierająca enzymy trawienne oraz inne substancje ułatwiające trawienie pokarmu. Człowiek wydziela około 8–10 litrów soków trawiennych na dobę. Ich wydzielanie jest regulowane hormonalnie oraz poprzez autonomiczny układ nerwowy, bodźcami stymulującymi ich zwiększone wydzielanie są zwykle ucisk ścian narządów przewodu pokarmowego przez przechodzący pokarm (mechanoreceptory) oraz obecność w nim poszczególnych związków chemicznych (chemoreceptory).
Wyróżnia się następujące soki trawienne:
| Sok trawienny  | Wytwarzanie                  | Wydzielanie                | Skład | Funkcje i działanie |
| -------------- | ---------------------------- | -------------------------- | --- | --- |
| ślina          | ślinianki (gruczoły ślinowe) | jama ustna                 | ptialina (amylaza ślinowa), przeciwciała, mukopolisacharydy                                              | Odkaża pokarm oraz ułatwia jego przełknięcie. |
| sok żołądkowy  | gruczoły żołądkowe           | żołądek                    | proteazy (pepsynogen, podpuszczka), lipaza żołądkowa, kwas solny (HCL), śluz                             | Trawi białka oraz niektóre tłuszcze, a dzięki pH ~1 (mocno kwasowe) również odkaża pokarm. Jego wydzielanie stymuluje gastryna, zaś hamuje enterogastron (po przejściu treści pokarmowej do dwunastnicy). |
| sok trzustkowy | trzustka                     | dwunastnica                | proteazy (trypsynogen, chymotrypsynogen), lipaza trzustkowa, nukleazy, amylaza trzustkowa, wodorowęglany | Dzięki jego pH ~8 (lekko zasadowe) możliwa jest aktywacja proenzymów i trawienie pokarmu. Jego wydzielanie jest kontrolowane przez sekretynę i cholecystokininę.                                          |
| żółć           | wątroba                      | dwunastnica                | Jedyny sok trawienny niezawierający enzymów trawiennych.                                                 | Emulguje tłuszcze, ułatwiając ich trawienie lipazie trzustkowej. |
| sok jelitowy   | enterocyty                   | jelito kręte, jelito czcze | disacharydazy (maltaza, sacharaza, laktaza), niektóre nukleazy, aminopeptydazy, karboksypeptydazy        | Końcowe trawienie białek oraz węglowodanów. |